# Sandra Studer
Sandra Studer, gift Müller, född den 10 februari 1969 i Zürich, är en schweizisk TV-programledare och sångerska.
Studer är dotter till en schweizisk far och en spansk mor. Som barn tog hon lektioner i balett och piano och som 17-åring började hon sjunga. Hon har studerat germanistik och musikvetenskap vid Zürichs universitet. Utöver sitt modersmål (tyska) talar Studer flytande engelska, franska, spanska och italienska. Hon deltog i den schweiziska uttagningen till Eurovision Song Contest 1990 med låten Lo So, vilken slutade på sista plats. Hon återkom året därpå under namnet Sandra Simó med låten Canzone per te och vann. Hon fick därmed representera Schweiz i Eurovision Song Contest 1991 som hölls i Rom. Hon slutade på en femteplats med 118 poäng.
Studer har efter sitt deltagande i Eurovision Song Contest främst gjort sig känd i sitt hemland som en framträdande programledare. Hon har dock återkommit till Eurovision Song Contest flera gånger. I 1994 års tävling presenterade Studer den schweiziska juryns poäng och hon har under de senaste åren varit en återkommande programledare för den schweiziska uttagningen till tävlingen. Hon har även varit kommentator i tävlingen för Schweiz tyskspråkiga befolkning. 2006 ingick hon i den internationella jury som tog fram det estniska bidraget till Eurovision Song Contest det året.
Sedan 2002 är Studer värd för den årliga SwissAward-galan. Hon är mor till fyra barn. Ttillsammans med Hazel Brugger ledde hon Eurovision Song Contest 2025 i Basel.